# Sinh học cấu trúc

Hêmôglôbin (Hb) ở hồng cầu là một prôtêin bậc IV có chức năng vận chuyển oxy. Mỗi Hb do 4 chuỗi pôlipeptit họp thành, gồm 2 chuỗi anpha và 2 chuỗi bêta với nhân Hem ở giữa.

Sinh học cấu trúc nghiên cứu về cấu trúc phân tử và động học của các đại phân tử sinh học, đặc biệt là prôtêin và axit nuclêic, cùng với ảnh hưởng đến chức năng của chúng do biến đổi đó gây ra. Đây là một ngành khoa học kết hợp các nguyên tắc của sinh học phân tử, hóa sinh học và lý sinh học.
Thuật ngữ "Sinh học cấu trúc" trong tiếng Anh là Structural Biology dùng để chỉ nhánh phát triển gần đây của sinh học phân tử, hóa sinh học (biochemistry) và lý sinh học (biophysics) cùng lấy đối tượng nghiên cứu là cấu trúc của các đại phân tử sinh học (đặc biệt là prôtêin - được tạo thành từ đơn vị là amino acid, RNA và DNA - có đơn vị tạo thành là nuclêôtit), cùng về chủ đề: làm cách nào chúng có cấu trúc hiện có và sự thay đổi trong cấu trúc của chúng ảnh hưởng đến chức năng của chúng ra sao. Chủ đề này rất được các nhà sinh vật học quan tâm vì các đại phân tử thực hiện hầu hết các chức năng của tế bào và chỉ ở cấu trúc bậc cao (cấu trúc bậc III hoặc cấu trúc bậc IV) xác định thì chúng mới có thể thực hiện các chức năng này. Kiểu cấu trúc bậc cao này phụ thuộc rất phức tạp vào thành phần cơ bản của mỗi phân tử là các đơn vị tạo nên chúng (chủ yếu là amino acid và nuclêôtit) hoặc "cấu trúc bậc I" (là chuỗi pôlipeptit hoặc chuỗi pôlinuclêôtit). 
Phân tử sinh học là quá nhỏ để nhìn chi tiết ngay cả với kính hiển vi ánh sáng tiên tiến nhất. Các phương pháp mà các nhà sinh học cấu trúc sử dụng để xác định cấu trúc của chúng thường liên quan đến các phép đo trên số lượng lớn các phân tử giống hệt nhau cùng một lúc. Những phương pháp này bao gồm:
- Khối phổ
- Tinh thể học tia X
- Phân giải protein
- Phổ cộng hưởng từ hạt nhân của protein (NMR)
- Cộng hưởng từ trường điện tử (EPR)
- Kính hiển vi điện tử cryo (cryo-EM)
- Tán xạ ánh sáng nhiều lớp
- Tán xạ góc nhỏ
- Quang phổ laser cực nhanh
- Giao thoa kế phân cực kép và lưỡng sắc tròn

Hầu hết các nhà nghiên cứu thường sử dụng chúng để nghiên cứu " trạng thái bản địa " của các đại phân tử. Nhưng các biến thể của các phương pháp này cũng được sử dụng để theo dõi các phân tử non trẻ hoặc bị biến tính giả định hoặc xác nhận lại trạng thái tự nhiên của chúng. Xem cuộn gập protein.